# USS Terror (BM-4)
USS Terror (Monitor No. 4) – amerykański monitor, całkowicie przebudowana wersja wcześniejszego monitora USS "Agamenticus", także swego czasu noszącego nazwę "Terror" — był stalowokadłubowym, dwuśrubowym, dwuwieżowym okrętem, którego stępkę położono w 1874 w Filadelfii, w firmie William Cramp and Sons. Prace częściowo zakończono sześć lat później, a wodowanie odbyło się 24 marca 1883.
Dostarczony Marynarce w 1887 okręt, wciąż nieukończony, został przeprowadzony do stoczni New York Navy Yard do dalszych prac. Kontynuowano je przez ponad siedem lat z niewielką intensywnością. "Terror" został w końcu przyjęty do służby w Nowym Jorku 15 kwietnia 1896, z komandorem P. F. Harringtonem jako dowódcą.
"Terror", przydzielony do Dywizjonu Północnego Atlantyku (ang. North Atlantic Squadron), operował w pobliżu wschodniego wybrzeża USA od Tompkinsville w stanie Nowy Jork do Hampton Roads i Fort Monroe w Wirginii oraz od Sandy Hook w New Jersey do Charleston w czasie zimy 1897-1898. W odpowiedzi na tajemniczą eksplozję krążownika pancernego "Maine" w porcie w Hawanie 15 lutego 1898, która zwiększyła napięcie występujące pomiędzy USA i Hiszpanią, okręt popłynął ze swojego zwyczajowego miejsca patrolowania koło Tompkinsville na południe, do miejsca koncentracji floty amerykańskiej, docierając do Key West 2 kwietnia 1898.
22 kwietnia, po otrzymaniu rozkazów od prezydenta USA Williama McKinleya, kontradmirał William T. Sampson dowodzący Dywizjonem Północnego Atlantyku z pokładu USS "New York" (Armored Cruiser No. 2), rozmieścił swoją flotę w ramach przygotowań do blokady wybrzeża Kuby. Trzy dni później USA wypowiedziały oficjalnie wojnę Hiszpanii, rozpoczynając wojnę amerykańsko-hiszpańską. "Terror", który dotarł do Cardenas na Kubie 24 kwietnia, zajął kubański statek "Almansas" pierwszego dnia walk, ale wkrótce go zwolnił. W ciągu następnych dwóch dni monitor zajął dwa hiszpańskie okręty "Ambrosia Bolivar" i "Guido", które później odesłał jako pryzy na Florydę.
W międzyczasie informacje o ruchach hiszpańskiej floty pod dowództwem admirała Pascuala Cervery powodowały niepokój w środowiskach morskich w Waszyngtonie. Wywiad stwierdził, co dotarło do Sampsona, że hiszpańska flota opuściła Wyspy Zielonego Przylądka rano 29 kwietnia. Reakcją Sampsona była chęć spotkania z flotą Cervery w pobliżu stolicy Portoryko – San Juan, najbliższej bazy hiszpańskiej na Karaibach. Dowodząc z pokładu "New York", kontradmirał Sampson zebrał swoją flotę, w skład której weszły "Terror" i jego siostrzany okręt "Amphitrite" (Monitor No. 2), a także pancerniki "Iowa" (Battleship No. 4) i "Indiana" (Battleship No. 1) oraz "Porter" (Torpedo Boat No. 6), dwa okręty pomocnicze i węglowiec. Flota amerykańska opuściła Key West 3 maja.
"Terror" i "Amphitrite" podczas rejsu kilkukrotnie ulegały awarii, opóźniając w ten sposób inne jednostki Sampsona. W pewnym momencie "New York" wziął zarówno "Terror" jak i "Porter" na hol. Po dotarciu do San Juan 12 maja Amerykanie stwierdzili, że w porcie nie ma hiszpańskich okrętów. W ramach wypełniania rozkazu "rozpoznać ich pozycje i siły" Sampson zdecydował, że przeprowadzi krótkie bombardowanie umocnień brzegowych. Dywizjon był w gotowości o godzinie 4.00 12 maja 1898, kiedy światła miasta były wyraźnie widoczne w ciemnościach poprzedzających świt. Wraz z wybiciem godziny 5.00 okręty amerykańskie rozpoczęły ogień w ciągu 15 minut, natomiast Hiszpanie odpowiedzieli ogniem o 5.23.
"Terror" był piąty w kolumnie i toczył walkę artyleryjską z hiszpańskimi bateriami brzegowymi przez kolejne trzy godziny. Po rozpoczęciu ostrzału ogromna chmura białego dymu utrudniła mocno widoczność celów i spowodowała, że dowodzący wydał rozkaz używania tylko największych dział w celu ograniczenia zadymienia.
Monitor wystrzelił 31 dziesięciocalowych pocisków w ramach trzech przepłynięć naprzeciw fortyfikacji San Juan i trafił bezpośrednio baterię, którą dowodzący okrętem oficer, komandor Nicholl Ludlow, określił jako "najbardziej zajadłą" (ang. the most vicious). "Terror", który podpłynął bliżej brzegu, aby mieć lepszą pozycję do oddawania strzałów, ostrzeliwał brzeg do 8.15, kiedy wycofał się z boju i dołączył do dywizjonu Sampsona, oddalającego się w kierunku północno-zachodnim.
Monitor ponownie podjął operacje krążownicze na Karaibach i w pobliżu Puerto Rico podczas walk z Hiszpanią, co trwało do września 1898. Na zakończenie wojny okręt popłynął na północ do Hampton Roads. Umieszczony w rezerwie w Norfolk 18 października 1898, został wycofany ze służby 25 lutego 1899.
"Terror", po przeprowadzeniu do Annapolis pod koniec 1901, został przywrócony do służby, tym razem jako okręt szkoleniowy dla podchorążych. Wypłynął on w letni rejs z uczniami w 1905. Później udał się do Filadelfii, gdzie ponownie został umieszczony w rezerwie 11 września 1905, wycofany ze służby i osadzony w pobliżu League Island w porcie filadelfijskim 8 maja 1906.
Skreślony z listy floty 31 grudnia 1915, "Terror" znajdował się w Indian Head w Maryland jako okręt służący do testów kadłuba w Naval Proving Grounds, a następnie znalazł się na liście obiektów na sprzedaż. Pomimo tego, że został sprzedany na złom 10 marca 1921, zatonął w pobliżu Shooter's Island w stanie Nowy Jork w latach 20. XX wieku. Akta wskazują na to, że kadłub został podniesiony z dna przez firmę Sorenson Wrecking Company na początku 1930, gdy firma działała w ramach umowy z Marynarką. Kadłub po podniesieniu został prawdopodobnie złomowany.